# واکه، اوکایاما
واکه، اوکایاما (به لاتین: Wake, Okayama) یک منطقهٔ مسکونی در ژاپن است که در Wake District واقع شده‌است. واکه  ۱۵٬۵۶۰ نفر جمعیت دارد.